# Chichonal
A Chichonal (más néven El Chichón vagy Chichón) egy aktív tűzhányó Mexikó Chiapas államában. Ismertségét 1982-es pusztító, plíniuszi kitörései során szerezte. Mivel mérsékelten ma is aktív, ezért a Mexikói Autonóm Nemzeti Egyetem (UNAM) tudósai állandóan megfigyelés alatt tartják.

## Leírása
A dél-mexikói Chiapas állam északi részén, Tabasco és Veracruz államok határához közel, Pichucalco község területén emelkedő vulkán kráterének pereme 1060 méteres tengerszint feletti magasságig nyúlik. Átmérője 1000 méter, benne, kb. 130 méter mélységben egy, a kéntartalom miatt sárgás-zöldes vizű tó található. Ennek hossza mintegy 500, szélessége 300 méter, és átlagosan 1,5 méter mély, bár a párolgástól és a lehulló csapadéktól függően a vízszint és a terület állandóan változik. Hőmérséklete átlagosan 33–34 °C, de akár 56 °C-ig is emelkedhet. A kráter északkeleti részén erős a hidrotermikus aktivitás, fumarolák és szolfatárák működnek itt.

## Megközelítése
Villahermosa városából a 195-ös főúton haladva Teapát és Pichucalcót elhagyva Ixtacomitánban ágazik el az út a 22 km-re fekvő Chapultenango felé, ahonnan még 7 km Volcán Chiconal település. Innen gyalog 5 km-t kell megtenni nyugati irányban a kráterig.

## Korábbi kitörései
Korábban többször is kitört: 700-ban, 1350-ben és 1850-ben is. Ezek alapján feltételezték, hogy kitörési ciklusa 500–600 év.

## Az 1982-es kitörések
Március 28-a előtt több földrengést is feljegyeztek a vulkán közelében, amit páran összefüggésbe is hoztak a vulkánnal, de a Chiconal továbbra is tétlennek tűnt.
Az addig jóformán ismeretlen Chichonal 1982. március 28-án, este 23 óra 30 perckor tört ki nagyon hosszú idő óta először. Negyven perc alatt a belőle kiáramló füstoszlop magassága elérte a 17 km-t, a felhő átmérője pedig a 100 km-t. Körülbelül 100 ember halt meg alig egy óra leforgása alatt, több száz pedig minden értékét otthagyva menekült a vulkán közeléből. 
Hajnalra a hamueső beborította Chiapas, Tabasco és Campeche államok nagyobb, Oaxaca, Veracruz és Puebla államok kisebb részét. Másnap reggelre a tefraoszlop átterjedt a Yucatán-félszigetre és Haitire. Március 30-tól április 3-ig robbanások sorozata követte egymást, a hamu- és gázoszlop pedig egyre nagyobb lett. A következő napokban a vulkáni működés folytatódott, a füstfelhő már az ország középső részeit is elérte. Mexikóvárosban, 650 kilométernyire a vulkántól a látótávolság pár méterre csökkent.
Március 31-én egy újabb robbanás a troposzférába emelte az oszlopot, ami aztán gyorsan eltűnt.
Április elején a kilövellt tajtékkő és izzó szikla térfogata egyre nőtt. A lerakódott, legalább 3 méter mély tajtékkő hőmérséklete meghaladta a 350 °C-ot.
Április 4-én egy, az előzőnél még erősebb és hosszabb kitörés kezdődött. Ennek füstje a sztratoszférába jutva 9-én elérte Hawaiit, 18-án Japánt, 21-én a Vörös-tenger térségét, 26-án pedig keresztezte az Atlanti-óceánt.
Több falu és rancho elpusztult (némelyiket 15 méter vastagon borította be a törmelékréteg), a banán-, kávé- és kakaóültetvények nagy területen megsemmisültek, hamu takart be 240 ezer négyzetkilométernyi területet, lakók ezrei kényszerültek otthonuk elhagyására, az utak nagy részét és a repülőtereket lezárták. A vulkántól 70 km-re 40 cm-es hamuvastagságot jegyeztek fel.
A térség községei a halottak számát 200 és 1200 fő közöttire becsülték, bár más források szerint „csupán” 200 ember halt meg.